# Aphaniosoma galamarillum
Aphaniosoma galamarillum är en tvåvingeart som beskrevs av Wheeler 1994. Aphaniosoma galamarillum ingår i släktet Aphaniosoma och familjen gulflugor. Inga underarter finns listade i Catalogue of Life.